# Biblioteca Marsh
La biblioteca Marsh (en anglès: Marsh's library) és una biblioteca situada a St. Patrick's Close a Dublín, Irlanda.
Aquesta biblioteca pública és la més antiga d'Irlanda, ja que va ser fundada per l'arquebisbe Narcissus Marsh el 1701. L'arquebisbe era degà de la propera catedral de Sant Patrici, i a la seva mort l'any 1713 va ser enterrat al recinte de la catedral. L'edifici ocupa un lloc pròxim a la catedral de Sant Patrici, i el seu arquitecte fou William Robinson.

## Col·leccions
La biblioteca posseeix llibres de gran valor entre els quals en destaquen els dels segles XVI, XVII i xviii. En total reuneix uns 25.000 exemplars dividits en quatre col·leccions principals i 300 manuscrits.
Com que és una biblioteca dependent de l'església gran part dels llibres guardats són obres litúrgiques, missals, breviaris, llibres d'hores de l'ús Sarum, biblies impreses en quasi totes les llengües, molta teologia i polèmica religiosa. Però es pot trobar també llibres sobre altres matèries: científics, matemàtics, musicals, literatura variada, assaigs, etc.
Destaca la col·lecció pertanyent a Edward Stillingfleet, bisbe de Worcester. Edward va vendre la seva col·lecció d'uns 10.000 exemplars al degà Marsh el 1705 per la quantitat de 2.500 £.
Élie Bouhéreau, un hugonot refugiat de La Rochelle, que va fugir de França el 1695, va ser-ne el primer bibliotecari, i també va donar la seva biblioteca personal.
Les col·leccions es completen amb mapes, escrits a mà i uns vuitanta incunables, un dels més valuosos un volum de Cartes als seus amics de Ciceró datat a Milà el 1472.

## Bibliotecaris
- Élie Bouhéreau (1701 - 1719)
- Robert Dougatt (1719 - 1730)
- John Wynne (1730 - 1762)
- Thomas Cobbe (1762 - 1766)
- William Blackford (1766 - 1773)
- William Cradock (1773 - 1776)
- Thomas Cradock (1776 - 1815)
- Thomas R. Cradock (1815 - 1841)

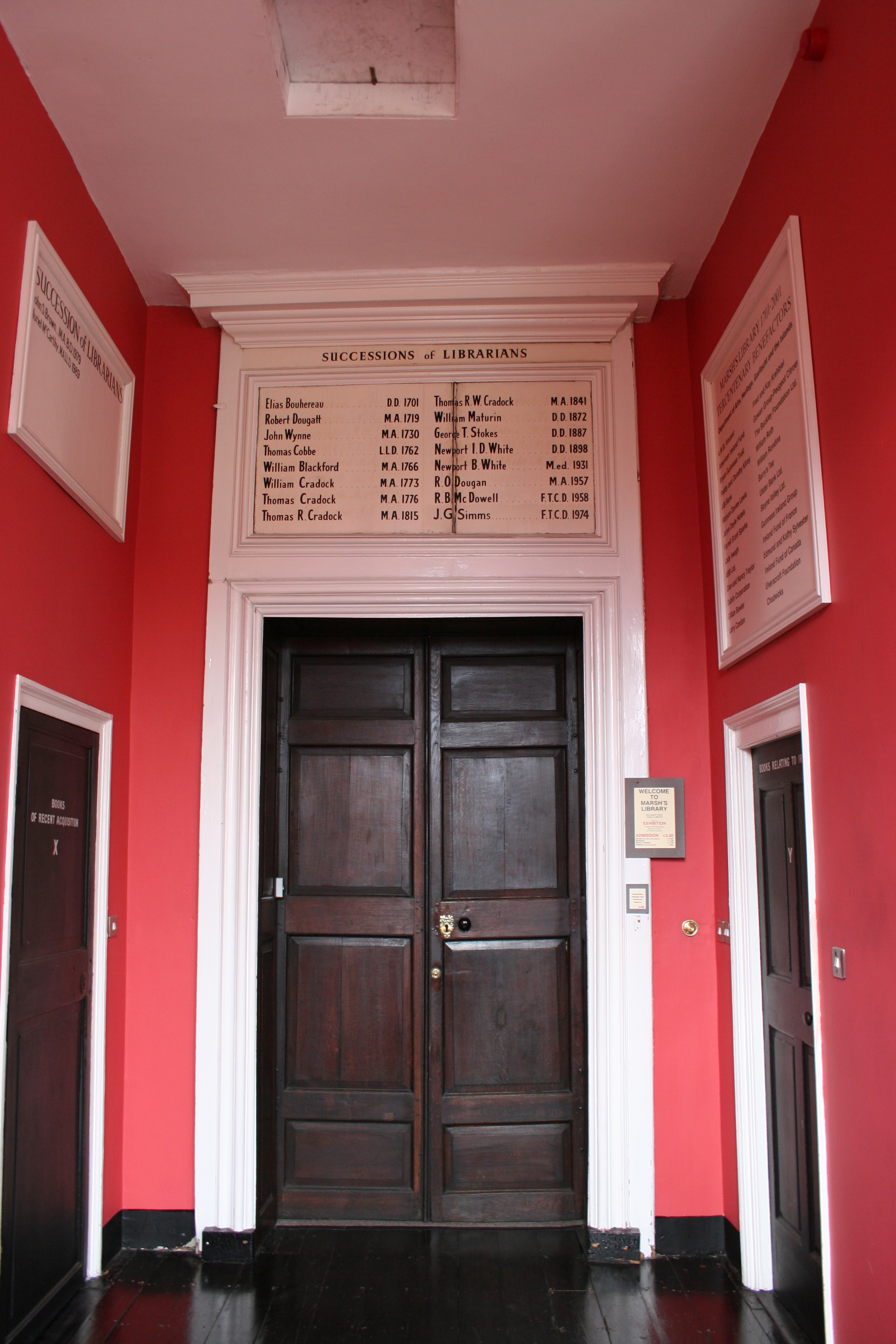
Porta d'entrada a la biblioteca.

- Thomas R.W. Cradock (1841 - 1872)
- William Maturin (1872 - 1887)
- George T. Stokes (1887 - 1898)
- Newport I.D. White (1898 - 1931)
- Newport B. White (1931 - 1957)
- R.O. Dougan (1957 - 1958)
- R.B. MacDowell (1958 - 1974)
- J.G. Simms (1974 - 1979)
- John S. Brown (1979 – 1989)
- Muriel McCarthy (1989 -)